# اویگن بایر
اویگن بایر (انگلیسی: Eugen Beyer; ۱۸ فوریهٔ ۱۸۸۲ – ۲۵ ژوئیهٔ ۱۹۴۰) یک نظامی اهل اتریش بود. او در دهه ۱۹۳۰ فیلد مارشال ارتش آلمان نازی و در سال‌های آغازین جنگ جهانی دوم ژنرال پیاده‌نظام بود.
پس از آنشلوس او بلندپایه‌ترین افسر اتریشی بود که به ارتش آلمان نازی منتقل شد و فرماندهی سپاه هجدهم را تا مدت کوتاهی پیش از مرگش بر عهده داشت.